# チェラーノ (ラクイラ県)
チェラーノ（イタリア語: Celano）は、イタリア共和国アブルッツォ州ラクイラ県にある、人口約1万1000人の基礎自治体（コムーネ）。

## 地理

### 位置・広がり

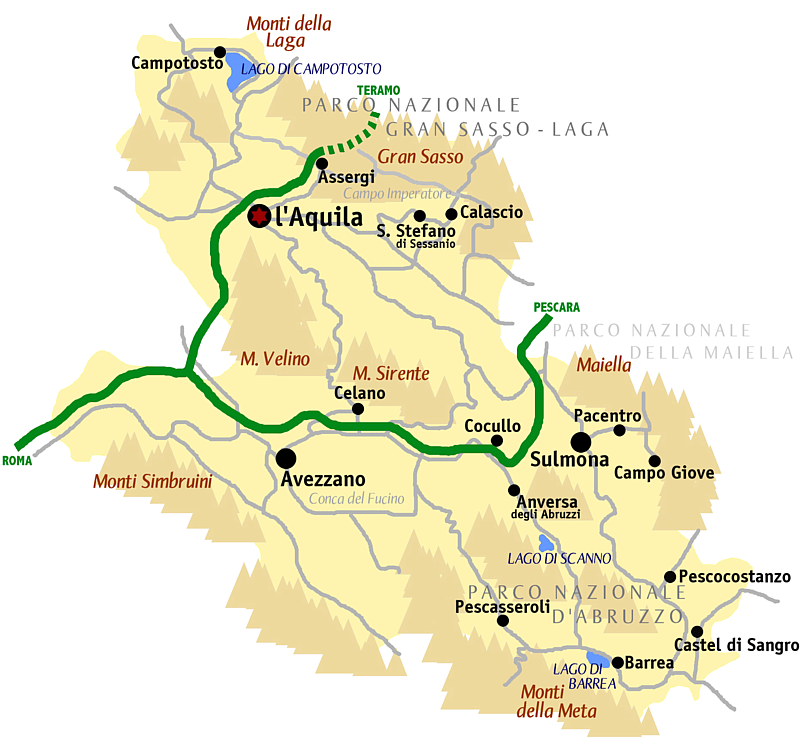
ラクイラ県概略図

ラクイラ県中部に位置するコムーネ。

#### 隣接コムーネ
隣接するコムーネは以下の通り。
- アイエッリ
- アヴェッツァーノ
- カステルヴェッキオ・スベークオ
- チェルキオ
- コッラルメーレ
- ガリアーノ・アテルノ
- ルーコ・デイ・マルシ
- オヴィンドリ
- ペシーナ
- サン・ベネデット・デイ・マルシ
- セチナーロ
- トラサッコ